# Batalla de Angaco
La Batalla de Angaco (16 de agosto de 1841), fue un enfrentamiento de la guerra civil argentina entre el partido unitario y el federal argentinos en Angaco 23 km al NNE de San Juan, que dio una efímera ventaja a los unitarios. El jefe de los federales era el general José Félix Aldao y el de los unitarios, Mariano Acha.
La batalla de Angaco fue la más sangrienta de todas las batallas de las guerras civiles argentinas. El triunfo unitario fue exiguo, porque poco tiempo más tarde los federales retomaron la ciudad de San Juan y derrotaron, capturaron y asesinaron a Acha.

## Situación previa
En mayo de 1840, la Provincia de La Rioja se separó de la Confederación Argentina y se sumó a la Coalición del Norte. Este hecho puso a las provincias cuyanas en campaña para invadir La Rioja.
En 1841 Rosas había logrado terminar con el apoyo francés al partido unitario, rechazado a Lavalle en Buenos Aires y anulado la injerencia de la Comisión Argentina en Montevideo, comenzando a imponerse en la contienda.
Las tropas federales tomaron La Rioja, pero no destruyeron el ejército unitario. En Sañogasta el gobernador de San Juan, Nazario Benavidez batió al gobernador riojano Brizuela y lo persiguió en su fuga. Brizuela, herido por la espalda, cayó prisionero y murió poco después.
El general Lamadrid, con sus tropas unitarias marchó sobre La Rioja que se hallaba desprotegida y la tomó. Entretanto, el Chacho Peñaloza rearmó su ejército en los Llanos, amenazando San Juan, y hostigando las poblaciones fronterizas entre ambas provincias.
Benavidez, al frente de las tropas sanjuaninas, y Aldao, con las tropas mendocinas y puntanas, marcharon a reunirse en el territorio riojano para tomar la Ciudad de La Rioja.
En agosto, el general Acha marchó desde La Rioja hacia San Juan con una vanguardia del ejército unitario, con el objeto de evitar la reunión de Benavídez y Aldao y distraer al Ejército Federal del Oeste de la invasión a La Rioja, mientras Lamadrid reacondicionaba el grueso del ejército y esperaba refuerzos en la Ciudad de La Rioja. Sin embargo, durante el camino 380 de sus 900 hombres desertaron.
Acha tomó la Ciudad de San Juan el 13 de agosto sin combate alguno, y durante dos días se reaprovisionó.

## El encuentro de las vanguardias
Ante la toma de la Ciudad de San Juan, Benavidez se abasteció de 300 caballos y volvió con 400 hombres hacia la ciudad a marchas forzadas. Pasaron la noche en el paraje denominado potreros de Daniel Marcó, en el municipio de Albardón, limítrofe con Angaco.
El general Acha, conociendo el regreso de la columna de Benavídez, abandonó la ciudad y salió hacia el norte a su encuentro con un pequeño refuerzo conformado por unitarios sanjuaninos.
El 15 de agosto en la mañana, la vanguardia unitaria, el Batallón Brizuela, a cargo de Juan Crisóstomo Álvarez divisó el campamento federal, que se hallaba haciendo el rancho y con los caballos desensillados. Fue una sorpresa para ambos ejércitos, ya que no esperaban encontrarse tan pronto, ni en ese lugar. Álvarez inmediatamente dio la orden de atacar.
La batalla duró dos horas, tras las cuales las tropas de Benavídez, cansadas, hambrientas y mal dormidas fueron derrotadas. A pesar de que fue un triunfo, los unitarios solo lograron dispersar a sus enemigos.
Poco después de finalizar la batalla se divisó el polvo del grueso del Ejército Federal del Oeste, con su comandante José Félix Aldao, que ingresó por la quebrada entre el Pie de Palo y el Villicum.

## Desarrollo de la batalla

### Orden de batalla
| Arma               | Ejército Unitario (División de Vanguardia)                                                                        | Ejército Federal del Oeste |
| ------------------ | --- | --- |
| Comandante en jefe | Mariano Acha | José Félix Aldao |
| Ayudantes          | Jefe de Estado Mayor comandante Igarzábal, oficial Atanasio Marques, oficial Server Pizarro                       | Nazario Benavídez |
| Infantería         | Batallón Libertad, coronel Lorenzo Álvarez, 250 hombres.                                                          | Batallón Cazadores federales (sanjuaninos), coronel José Manuel Espinosa, 350 hombres y Batallón Auxiliares de Mendoza, mayor N. Barrera, 350 hombres           |
| Caballería         | Legión Brizuela, coronel Crisóstomo Álvarez, 200 hombres y Escuadrón Paz, coronel Francisco Álvarez, 140 hombres. | Regimiento N.º 2 Auxiliares de los Andes, coronel Juan Antonio Benavídez, 477 hombres; Regimiento de Milicias de San Juan, coronel José M. Oyuela, 350 hombres. |
| Artillería         | 2 piezas, 39 hombres.                                                                                             | 4 piezas, 120 hombres. |
| Total              | 629 hombres. | 1.947 hombres. |

### El terreno

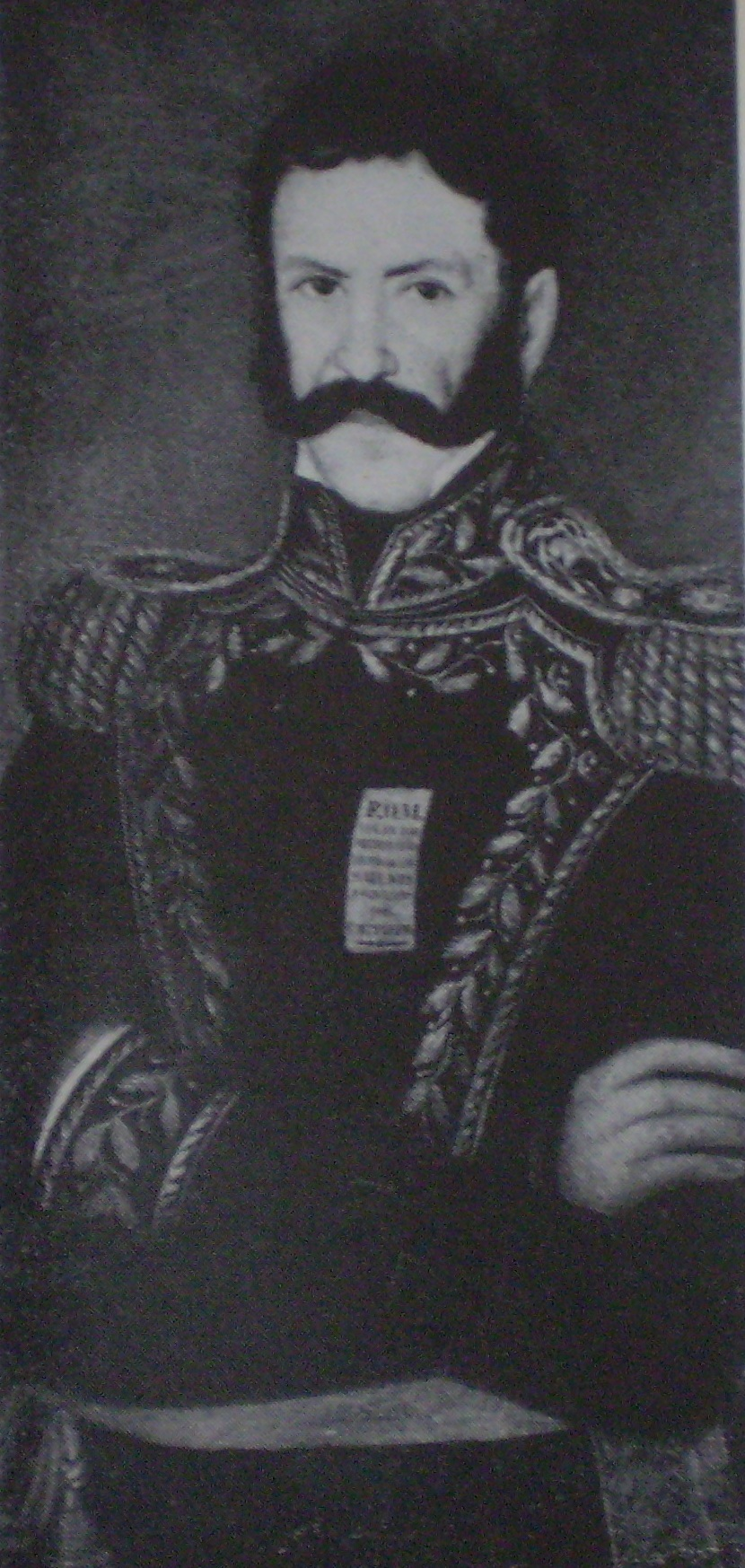
General José Félix Aldao

Aldao continuó avanzando, seguro en la superioridad numérica de sus fuerzas, y se reunió con Benavídez, que había rearmado sus tropas. Acha, confiado por el éxito parcial de su vanguardia, había tenido tiempo de elegir estratégicamente el mejor terreno para esperar al enemigo.
Acha se apostó en un lugar donde existía una gran acequia de más de 5 metros de ancho y 2,5 metros de profundidad, y en ambos bordes tenía tupidas filas de álamos carolinos; a un lado de ella formó su ejército, colocando al centro la infantería y la artillería, y a cada lado la caballería.
El lugar de la batalla era conocido como "Punta del Norte" porque marcaba el final del valle y el comienzo del desierto. Se encontraba en la actual calle Ontiveros y continúa en calle El Bosque, cerca del límite entre los municipios de Angaco y Albardón. En el lugar se puede encontrar un monolito conmemorativo colocado en 1993, en el aniversario de la batalla.

### La batalla
Benavídez y Aldao tuvieron diferencias en cuanto a quién debía comandar el Ejército del Oeste. Convinieron en que la vanguardia quedaría para el primero y el grueso del ejército para el segundo.
El 16 de agosto de 1841, a las 8:00 de un día frío, Benavídez avanzó con su caballería en un ataque precipitado, ya que aún no llegaba el grueso del ejército federal al campo de batalla, y se lanzó contra sus enemigos. Luego de dos horas de combate, en las que perecieron la mitad de sus hombres, debió retirarse. Aldao, al tanto de la situación, no hizo nada por ayudarlo. Uno de los primeros en caer, de un balazo en la cabeza, fue el coronel José Manuel Espinoza, jefe del Batallón sanjuanino de Cazadores Federales, y fue reemplazado en el campo de batalla por el coronel Francisco Domingo Díaz, el mismo que luego sería dos veces gobernador de San Juan. 

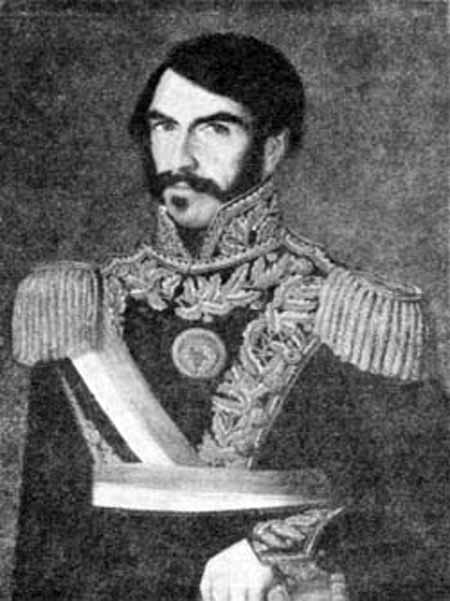
Nazario Benavídez

Aldao ordenó a la infantería cargar por el centro y a la caballería flanquear por ambos lados. La artillería de Acha, superior a la federal, destrozó a la infantería; los cadáveres llegaron a tapar la acequia y puentes de lado a lado. La caballería federal logró atacar la línea unitaria, pero un rápido movimiento de los dos escuadrones de caballería unitarios rechazó el ataque y la hizo volver. 
Luego de esto, Aldao ordenó a la caballería atacar por los flancos, donde los cañones unitarios la destrozaron y obligaron a retirarse por segunda vez. En la confusión del ataque de la caballería, Aldao quiso aprovechar la confusión y ordenó a Francisco Díaz avanzar al trote hacia la línea de artillería e infantería enemiga; los cañones unitarios llegaron a disparar a quemarropa contra las tropas sanjuaninas, que continuaron su avance hasta empeñar combate cuerpo a cuerpo con bayonetas y sables. Por su parte, Acha cargó al frente de sus infantes y se movió por toda la línea, apoyando con su presencia donde flaqueaban sus tropas.
La caballería federal fue rechazada por la caballería unitaria y, a consecuencia de esto, la infantería debió replegarse con grandes pérdidas.
La batalla se detuvo alrededor de las dos de la tarde, luego de 6 horas de combate. A la espera de un nuevo embate federal, Acha ordenó a su infantería apostarse dentro de la acequia, utilizándola como trinchera.
Aldao, furioso por no haber podido vencer pese a la amplia superioridad numérica, rehízo velozmente los dos batallones de infantería y ordenó un nuevo ataque, sin dar tiempo a la caballería, que se hallaba dispersa, de rearmarse. La infantería trabó encarnizado combate con numerosas bajas. Cuando la caballería federal logró sumarse a la batalla fue derrotada nuevamente por los unitarios, con Crisóstomo Álvarez a la cabeza; a pesar de hallarse herido de cierta gravedad, este guio a sus tropas y persiguió a la caballería federal, que retrocedía por tercera vez.
Aldao ordenó una nueva maniobra, con el ataque del comandante Rodríguez con caballería por la retaguardia; pero los unitarios estaban prevenidos y los fusilaron a quemarropa, cayendo entre los muertos el mismo Rodríguez.
Acha se movía a lo largo de la línea arengando a sus tropas que se embravecían en su presencia, les gritaba 

Ya los sabéis, nuestros enemigos no dan cuartel al vencido; el hombre que cae en sus manos, es en el acto degollado; muramos, pues, si fuese menester, pero muramos peleando; vamos a dar una nueva carga y que sea la última, caiga quien caiga."

Aldao, ganado por la desesperación, condujo personalmente lo que quedaba de su infantería y avanzó hasta la acequia, donde sus hombres se tiraron cuerpo a tierra, separando a los contendientes la acequia de 5 metros. Se fusilaron unos a otros intensamente. La caballería federal volvió al ataque, y nuevamente la caballería de Crisóstomo Álvarez rechazó los ataques hasta poner en huida a la caballería federal. Emprendió la persecución, y en el camino giró violentamente hacia la infantería federal y cargó sobre ella aniquilándola. El mayor Barrera, al frente de la infantería federal, dio batalla hasta que sólo quedaron 44 infantes junto a él; recién en ese momento depuso las armas.
Rendida la infantería, el resto del ejército federal huyó hacia el interior de la provincia de San Juan. Eran aproximadamente las 17:00. Por su parte, Benavídez se dirigió hacia la ciudad de San Juan, donde reunió 400 hombres, simulando haber triunfado. Al producirse el avance de Acha hacia la ciudad, huyó hacia La Rinconada.
El ejército federal perdió más de mil hombres, la mayor parte de sus bagajes, y sufrió a 157 infantes presos. Los unitarios perdieron más de 170 hombres. Ambos bandos dejaron en el campo de batalla gran parte de sus oficiales.

## Consecuencias
La victoria unitaria fue efímera: días después, en la Batalla de La Chacarilla, Nazario Benavidez derrotaría a los combatientes unitarios sobrevivientes en Angaco, recuperaría la ciudad de San Juan y apresaría al general Acha, quien sería ejecutado poco tiempo después. 
El general Lamadrid continuó su lento avance hacia la ciudad de San Juan y luego a Mendoza, que ocupó sucesivamente. Perseguido primero por Benavídez y luego por el general Ángel Pacheco, fue definitivamente derrotado por este en la batalla de Rodeo del Medio, que terminaría con la resistencia unitaria por una década.
Las relaciones entre Aldao y Benavídez quedaron resentidas por la derrota; esto se agravó porque el segundo fue nombrado Jefe del Ejército Federal del Oeste al poco tiempo y ganó prestigio militar a pesar de la derrota. Al respecto escribirá Sarmiento: 

"Aldao, que se mantuvo a la distancia, tomó la fuga y dejó a Benavides agotarse en inútiles esfuerzos de valor."

Los unitarios exaltaron la batalla y el valor demostrado por sus hombres. La batalla de Angaco se transformó en una gran historia de propaganda del coraje y entrega de los unitarios. Al respecto diría Sarmiento: 

"...la Batalla de Angaco es un oasis de gloria en que el ánimo puede reposarse en medio de este desierto sembrado de errores, de desórdenes y de derrotas."

En tanto que el general José María Paz la recordó como 

"...un suceso extraordinario... acción gloriosa, que hace el más alto honor al valor, al patriotismo y la abnegación de los que en ella se encontraron."

## Anécdotas de la batalla
Teresa de Vargas, luego conocida como la difunta Teresa, figura de culto popular en Angaco, se desempeñó en las cercanías del frente, asistiendo a los heridos.
El mayor Melchor Aldao, sobrino del comandante federal, fue rechazado junto con su caballería, pero no se resignaba a retirarse. Clavó espuelas a su caballo y saltó la zanja hasta llegar a la línea unitaria donde alguien gritó ¡No maten a ese valiente!; jinete y caballo cayeron rápidamente bajo las bayonetas unitarias.
En el fragor del combate algunos oficiales se desafiaban a duelo personal, de acuerdo a los usos de la época. Relatan que un oficial unitario y uno federal se desafiaron a duelo y tomando cada uno su fusil dispararon cayendo ambos muertos inmediatamente.
Crisóstomo Álvarez fue gravemente herido en la cabeza durante la batalla y se vio obligado a retirarse del campo de batalla para ser vendado. Inmediatamente de vendado, volvió ensangrentado al frente, causando el llanto de algunos de sus soldados ante la muestra de valor y entrega. El prestigio militar de Álvarez luego de la batalla fue inmenso.